# Pomona (Kalifornia)
Pomona – miasto w Stanach Zjednoczonych, w stanie Kalifornia, w hrabstwie Los Angeles. W 2000 roku miasto to na powierzchni 59,2 km² zamieszkiwało 149 473 osób.
W mieście rozwinął się przemysł elektroniczny, rakietowy, papierniczy, maszynowy oraz tekstylny.

## Urodzeni w Pomonie
- Jessica Alba - aktorka
- Shane Mosley - bokser
- Kaleena Mosqueda-Lewis - koszykarka
- Tom Waits - wokalista, kompozytor, multiinstrumentalista, poeta i aktor

Z Pomony pochodzi również Above the Law – grupa wykonująca gangsta rap.